# Codename: Eagle
Codename: Eagle ist ein 1999 von Refraction Games entwickeltes Computerspiel.

## Handlung
Das Spiel behandelt die Ereignisse des Jahres 1917 in Russland in einem Paralleluniversum. Sowohl der Erste Weltkrieg als auch die Oktoberrevolution 1917 haben nie stattgefunden. Man spielt Red, einen Mitarbeiter der geheimen Organisation Shadow-Command. Das Ziel ist es, Tsars Pläne für Europa aufzudecken. Es wurde auch in die GameSpy's 25 Most Memorable Games of the Past 5 Years gewählt.

## Spielprinzip
Codename Eagle benutzt die Refractor Engine, die auch als Basis für Battlefield 1942 und Battlefield 2 diente.
Im Mehrspieler-Modus kann man in einem von drei Modi spielen: Deathmatch, Team-Deathmatch und Capture the Flag.
Vor allem die Möglichkeit, sämtliche Boote, Fahr- und Flugzeuge selbst zu steuern, war zur Zeit der Erscheinung eine Neuerung, die den Mehrspielerpartien eine ganz neue Dynamik gab.

## Modifikationen
2003 erschien die Modifikation „CE Mod“ für Battlefield 1942. Der Mehrspieler-Modus ähnelt dem von Codename Eagle, jedoch wurden dort bis zu 64 Spieler unterstützt. 2005 erschien „CE Legends“ für Battlefield 2 von den gleichen Entwicklern.